# Hogesnelheidslijn Mumbai-Ahmedabad

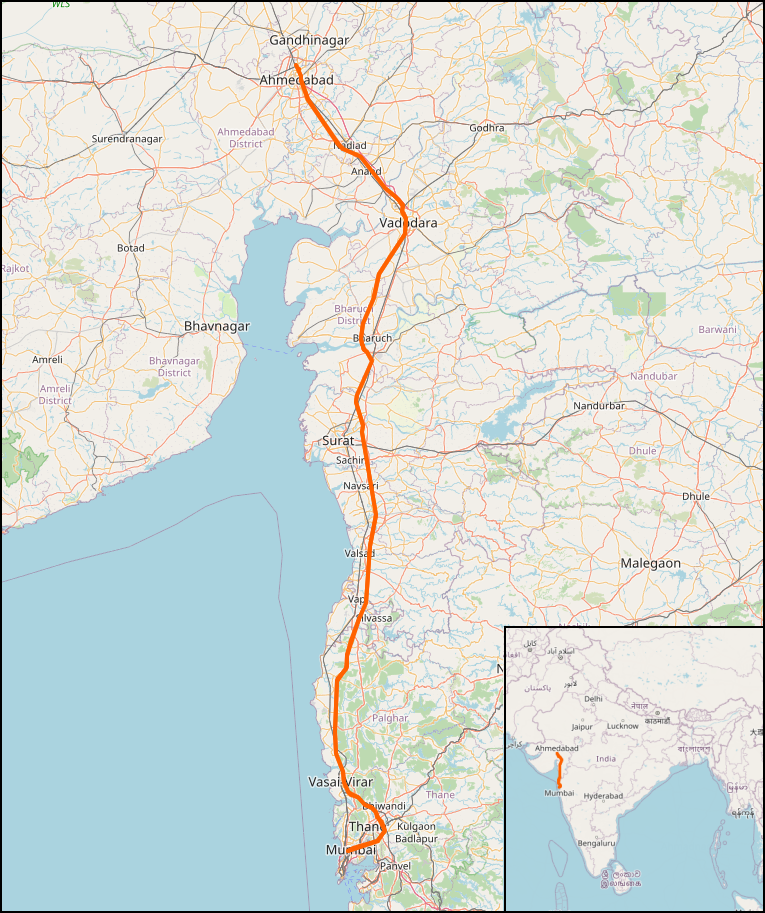
Kaart van de hogesnelheidsspoorcorridor Mumbai-Ahmedabad.

De Mumbai-Ahmedabad High Speed Rail Corridor ( MAHSR) of Mumbai-Ahmedabad HSR is een in aanbouw zijnde hogesnelheidslijn, die Mumbai, het financiële centrum van India, zal verbinden met Ahmedabad, de grootste stad in de staat Gujarat . Wanneer ze voltooid is, zal het de eerste hogesnelheidslijn van India zijn.
De bouw begon in april 2020. Een deel van 50 km van Surat tot Bilimora wordt naar verwachting geopend in augustus 2026. Het deel van 352 km door Gujarat zal dan in 2027 volledig worden geopend.  Het resterende deel naar Mumbai zal naar verwachting eind 2028 worden geopend.
De reistijd van Mumbai naar Ahmedabad bedraagt nu 8 uur, deze zal met deze lijn worden teruggebracht tot 2 uur.